# خرچنگ‌های عنکبوتی
خرچنگ‌های عنکبوتی (نام علمی: Majidae) نام یک تیره از فروراسته خرچنگ است.

## نگارخانه

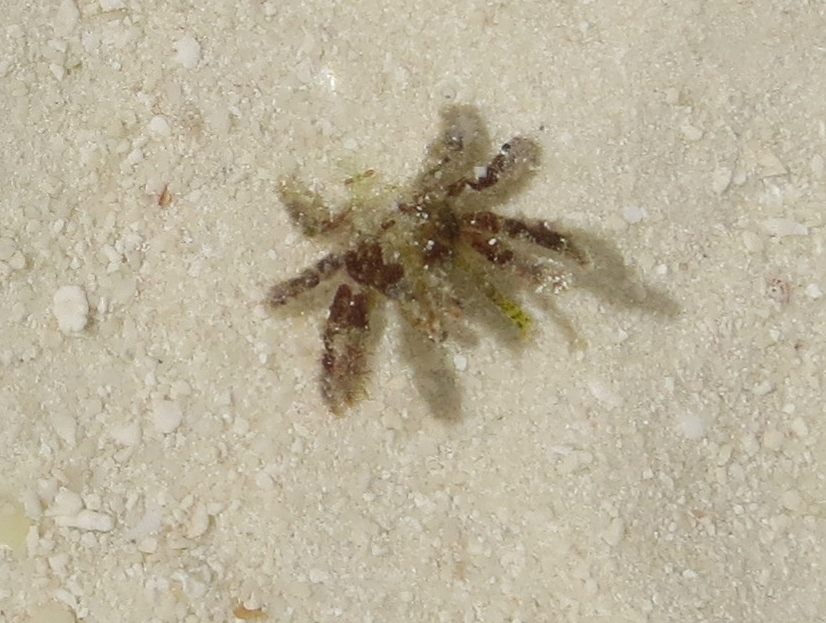
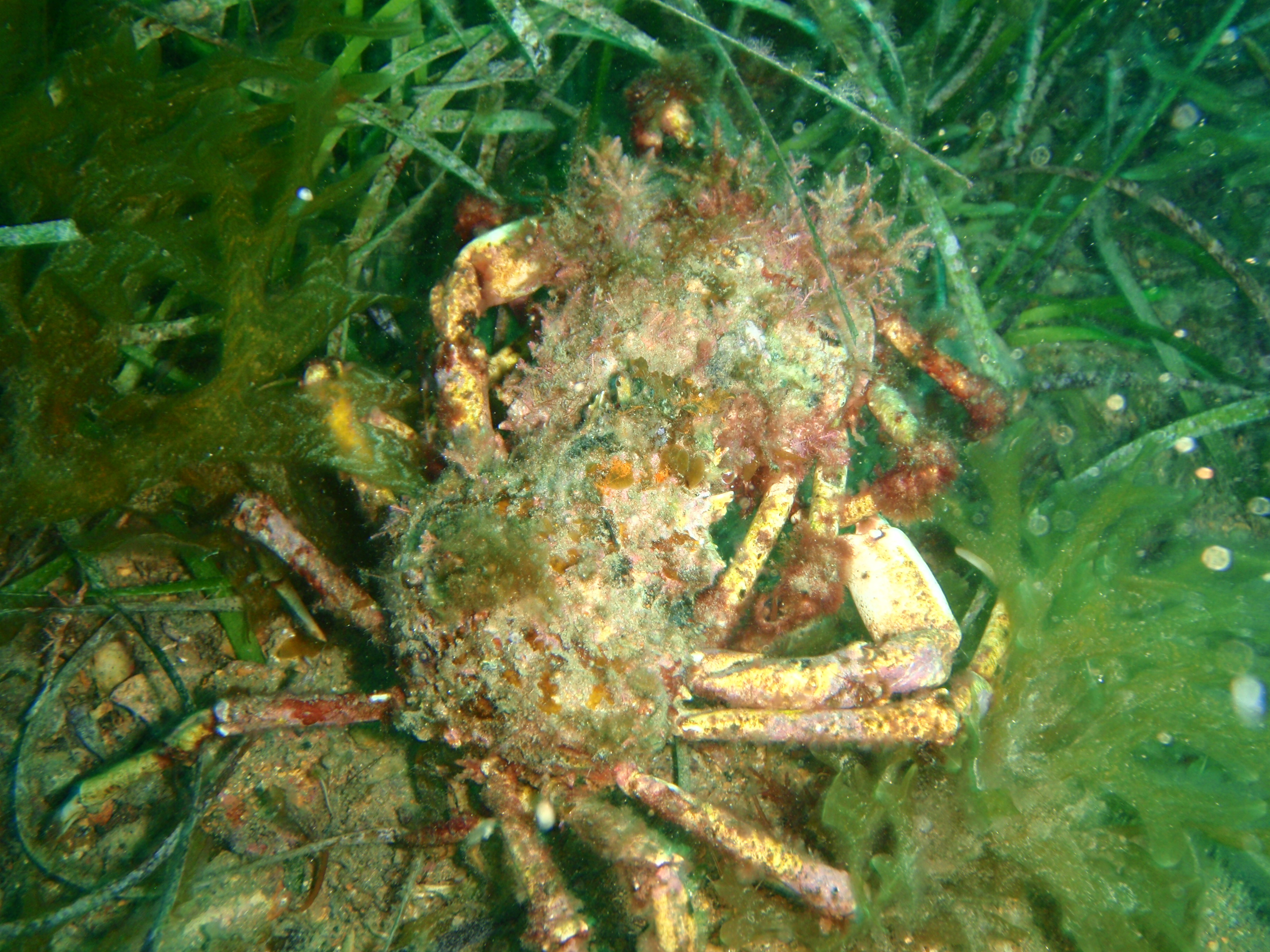
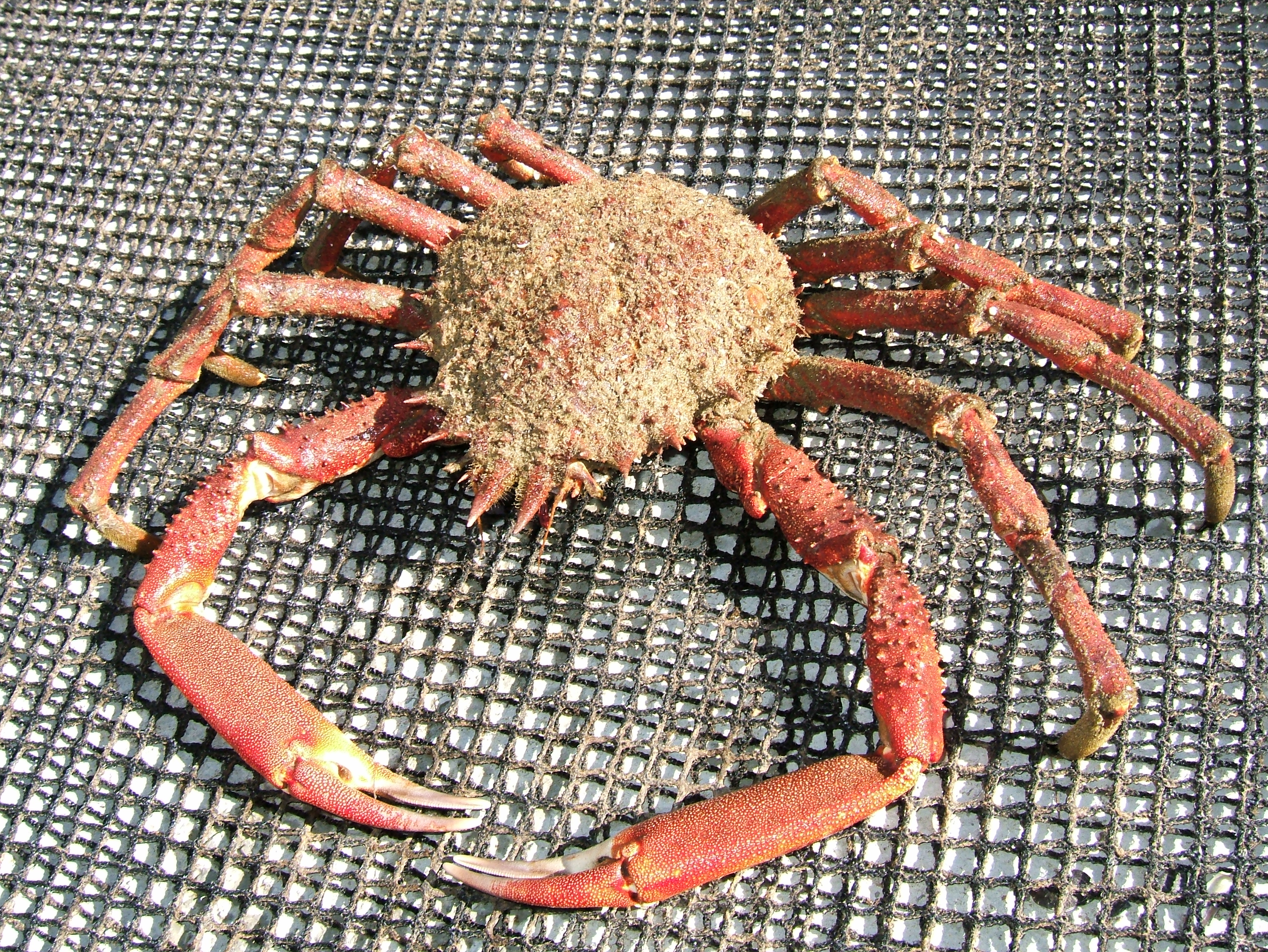
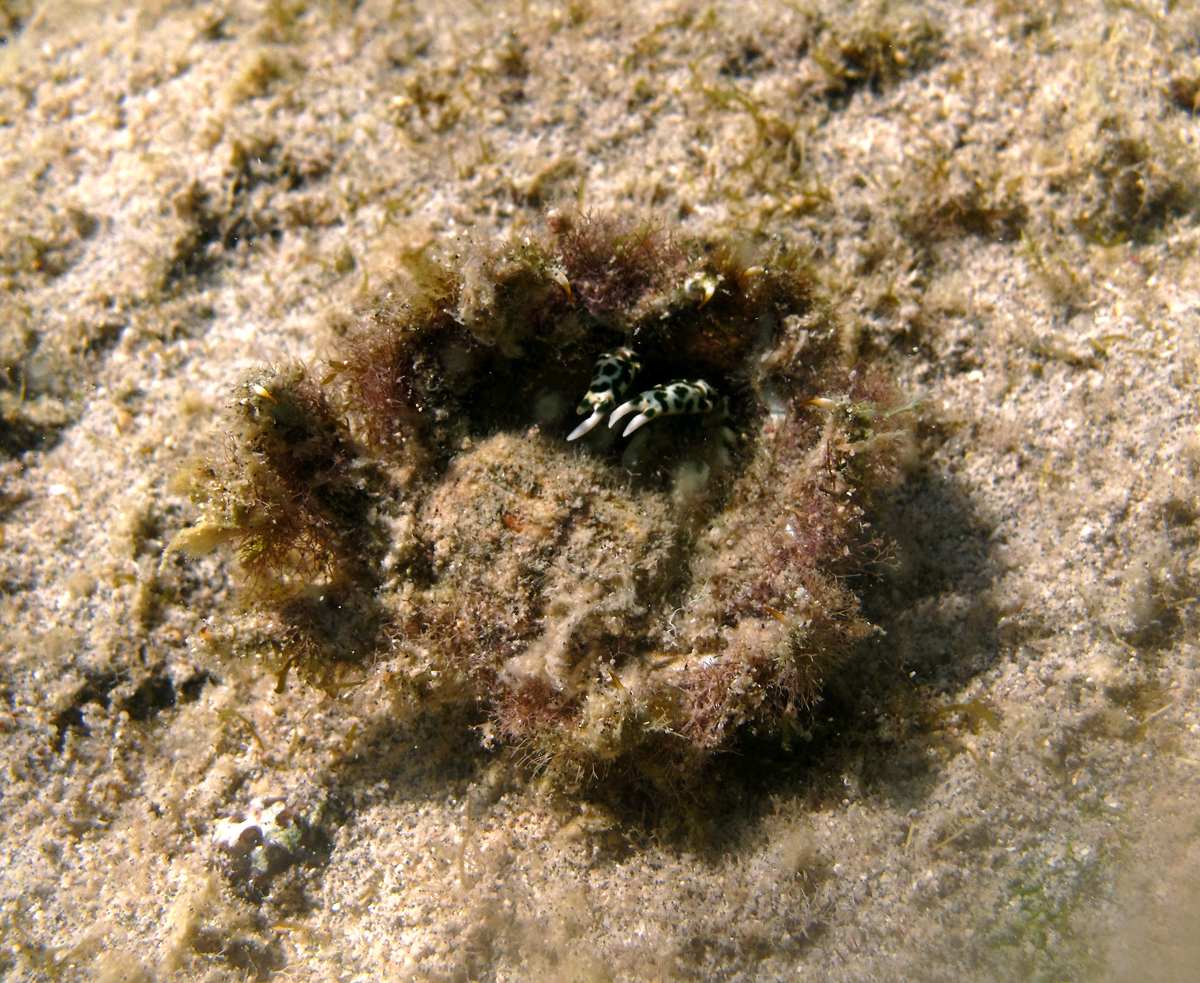
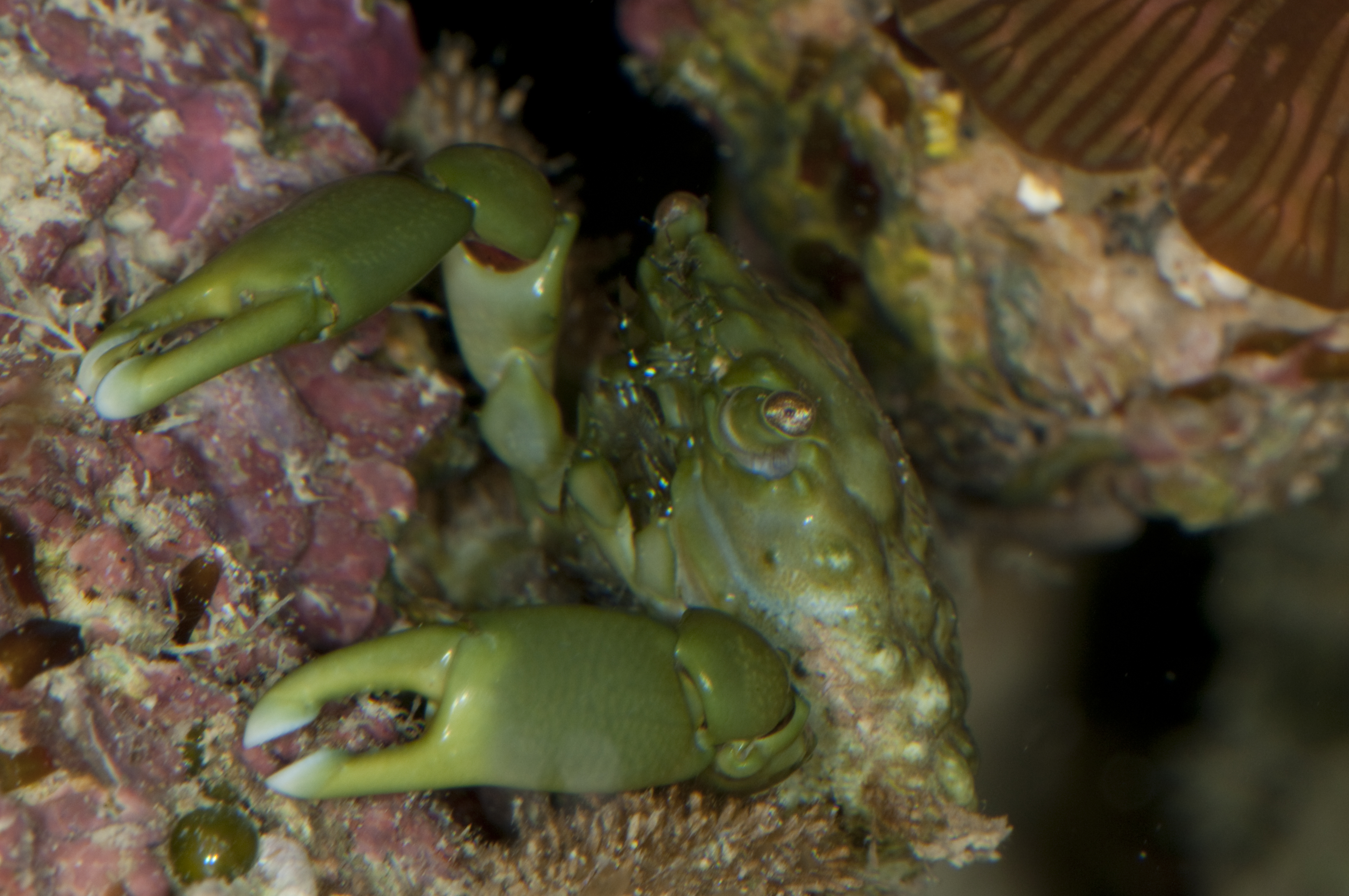
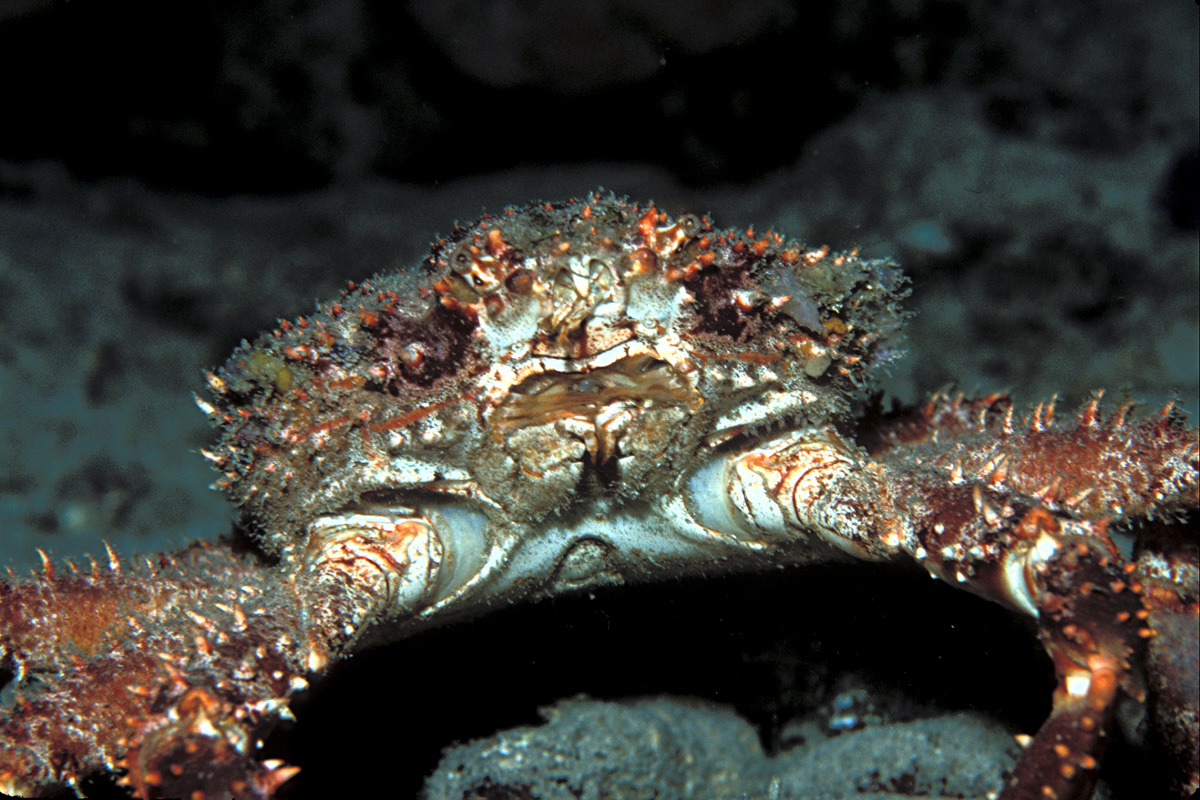